# Церковь Зосимы и Савватия (Вологда)
Церковь Зоси́мы и Савва́тия Солове́цких — бывший православный храм в Вологде, построенный в стиле барокко в 1759—1773 годах. В советское время закрыт и сильно перестроен. Памятник архитектуры федерального значения, с 1966 года — Вологодский областной театр кукол «Теремок».

## Посвящение
Савватий, постриженик Кирилло-Белозерского монастыря, — один из первых монахов-отшельников, поселившихся в 1429 году на Большом Соловецком острове вместе с тотемским монахом Германом. Зосима — монах новгородского происхождения, после смерти Савватия (в 1435 году) присоединившийся к Герману, и основавший вместе с ним в 1436 году Соловецкий монастырь. Житие Зосимы и Савватия было написано в 1503 году в Ферапонтовом монастыре митрополитом Спиридоном по заказу новгородского архиепископа Геннадия, а в 1547 году на московском соборе установлено общецерковное почитание святых Зосимы и Савватия. В XVII веке святые обретают большую популярность на Севере, особенно усилившуюся после Соловецкого восстания 1657—1676 годов в среде старообрядцев.
Климент I — апостол от семидесяти, четвёртый епископ (папа) римский (в конце I века). Широко почитался в Киевской Руси как один из первых христианских проповедников в русских землях (на территории современного Крыма), куда был сослан, и где принял мученическую смерть. Святитель Руси Кирилл перенёс часть мощей Климента из Херсонеса в Рим, что, как считается, способствовало признанию идеи просвещения славян на родном языке. Владимир Святославич, святитель Руси, в 988 или 989 году перенёс остававшиеся в Херсонесе мощи святого Климента в Киев, в Десятинную церковь, первый каменный храм Киевской Руси. Сын Владимира Ярослав Мудрый был похоронен в херсонесской гробнице святого Климента, сохранившейся в Софийском соборе до сих пор. В раннем средневековье мощи святого Климента были единственной и главной отечественной святыней.

## История
В Писцовой книге 1627 года упоминается
... Церковь священномученика Климента папы Римскаго да преподобных Зосимы и Савватия Соловецких чудотворцев — древена-клецки, а в церкви божие милосердие образы, и книги, и ризы, и на колокольнице колокола и всякое церковное строенье — приходных людей, а под церковию и около церкви земли в дл. 40 с., поперег по переду 28 с., позади по берегу 20 с.: у церкви служить поп Лука да дьякон Венедикта да пономарь Ермолка.
В начале XVII века в этом месте находились дворы нескольких северных монастырей — Кирилло-Белозерского (при котором позднее появилась Кирилло-Иоанно-Богословская церковь), Спасо-Прилуцкого, Спасо-Печенгского, Соловецкого и Сийского.
Со второй половины XVII века были выстроены каменные палаты монастырский подворий и соляных дворов. Церковь Зосимы и Савватия первоначально принадлежала Соловецкому подворью.

## Архитектура и интерьеры
Кирпичная двухэтажная церковь, состояла из одноглавого четверика с купольной кровлей, трапезной и восьмигранной колокольни. В верхнем этаже находился главный престол Зосимы и Савватия, в нижнем — Николая Чудотворца и Климента папы Римского. Построена в первой четверти XVIII века (по другим данным, в 1759—1773 годы) в духе раннего московского барокко, для которого характерны центрическая композиция, общий вертикализм объёмов, ярусное решение главы, нарядные наличники крупных окон, красно-белая гамма фасада. Сохранившиеся рамочные наличники с изогнутыми сандриками-«бровками» и плоские парные пилястры стен очень близки декору надвратной церкви Алексия Человека Божия Успенского Горнего монастыря, что может свидетельствовать о развитии в вологодской архитектуре XVIII века особой разновидности барокко. Колокольня церкви Зосимы и Савватия имела сходство с колокольнями церквей Воскресения и Спаса на Болоте. Позднее к церкви была пристроена двухэтажная паперть в неорусском стиле, сильно исказившая первоначальный внешний вид храма. В начале XX века стены были выкрашены в розовый и белый цвета, кровля — в зелёный. Алтарная часть — в виде шестигранника, ориентирована на северо-восток.
В плане нижний этаж делится на две сводчатые палаты, сообщающиеся между собой широкой аркой. С севера и запада имеются поздние двухэтажные кирпичные пристройки, в которых располагаются лестницы на второй этаж. Первоначальные входы в церковь располагаются по центральной оси с западного фасада и со стороны алтаря. Во втором этаже перекрытия плоские.
Петербургский искусствовед и архитектурный критик начала XX века Г. К. Лукомский описал паперть и интерьер церкви Зосимы и Савватия, уничтоженные в советское время:
Церковь очень испорчена пристройкою паперти — двухэтажною в русском стиле, ужасных аляповатых форм; пристройка нарушает всю композицию сооружения. В нижнем храме два чудесных киота, раннего классицизма — между колонок среди пик овалы. Икона (1796 года) Феодосия Тотемского в одном медальоне. Иконостас церкви очень любопытный — стиля faux-gothique. В алтаре за иконостасом сохранились чугунные плиты пола. Хороша здесь икона праздников, из мелких частей. Паникадило с фигурами ангелов одно из лучших в Вологде.
При подъеме в верхнюю церковь — на лестнице — виден прелестный деревянный, резной киот. В куполе храма чудная орнаментация. В иконостасе хорошей формы рококо, живопись достаточно приятная: по оливково-коричневому тону, с золотыми обрамлениями, положены амуры и венки".
В 1781 году приход церкви насчитывал 35 дворов. Количество прихожан, по данным на 1892 год, составляло 204 человек. В 1873 году церковь Зосимы и Савватия была приписана к церкви Богородицы на Нижнем Долу.

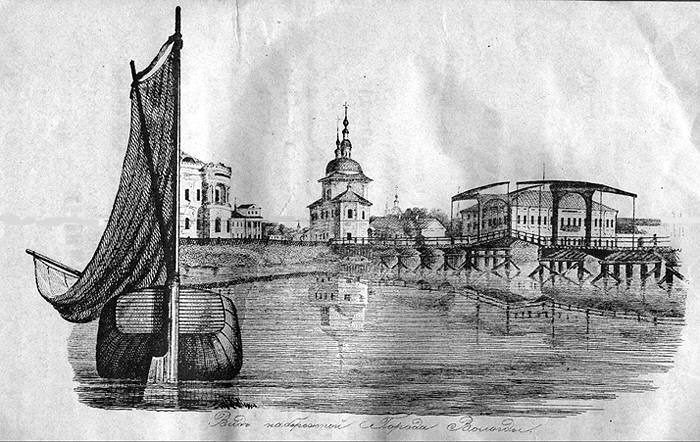
Набережная р. Вологды. Дом генерал-губернатора, церковь Зосимы и Савватия и Красный мост. Гравюра 1855 г.
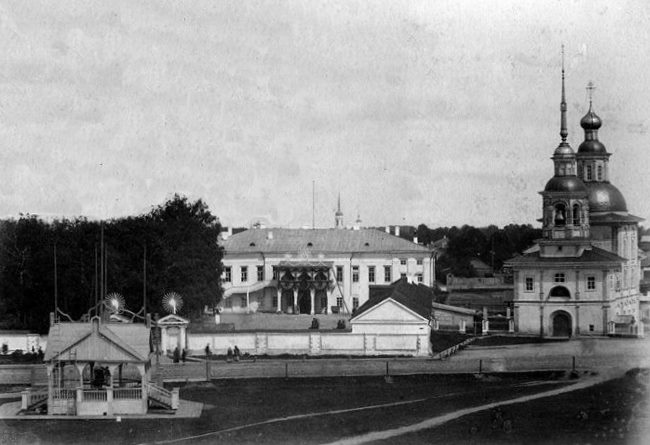
Дом губернатора и церковь Зосимы и Савватия со стороны Плац-Парадной площади на фото 1887 г. Виден западный портал до пристройки неорусской трапезной
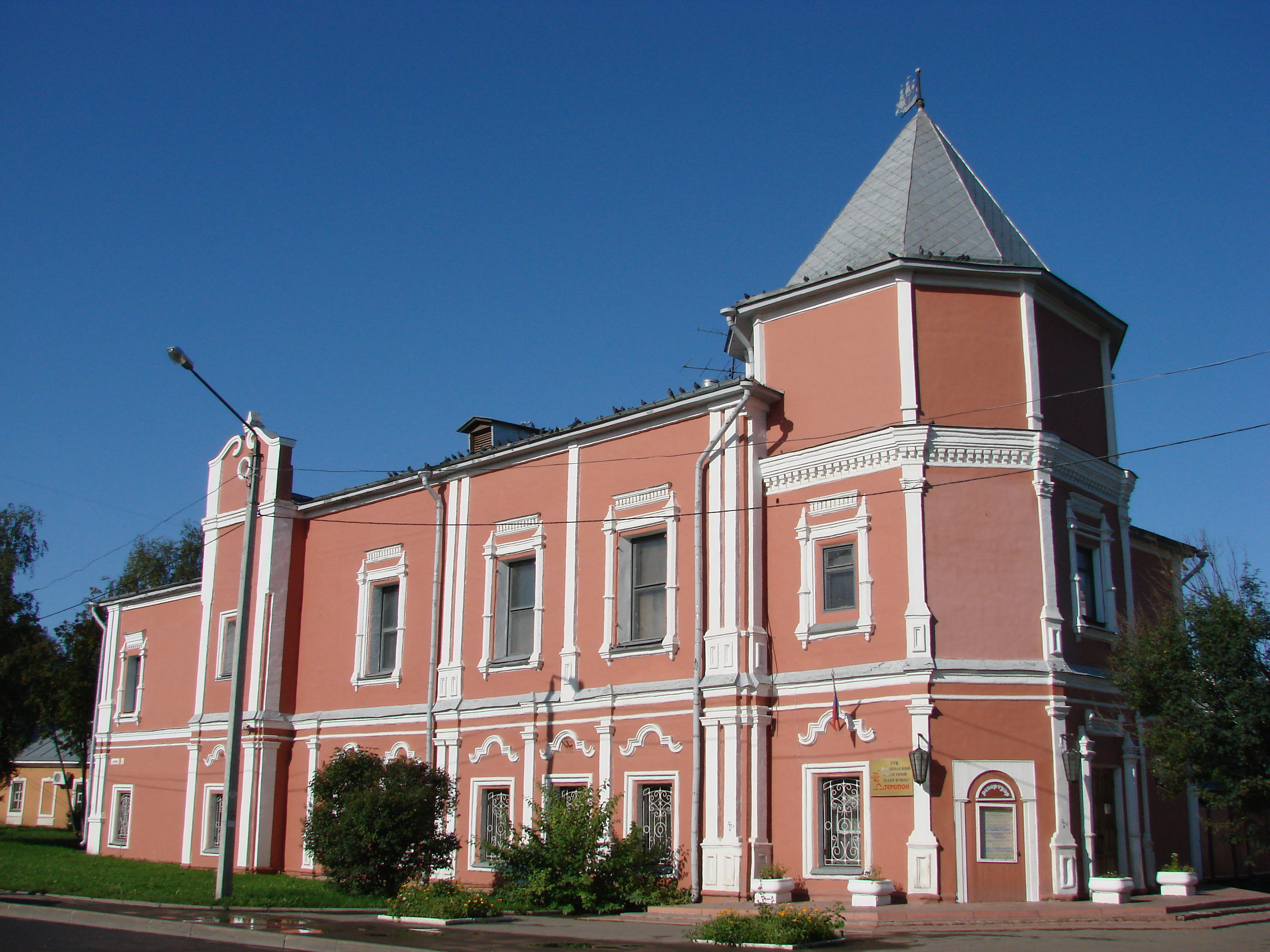
Театр «Теремок» в здании Зосимо-Савватиевской церкви (вид со стороны апсиды). Фото 2009 г.

В XX веке церковь Зосимы и Савватия подверглась коренным перестройкам. В 1928—1929 годах храм был закрыт и переоборудован под клуб печатников и металлистов «Красный луч». Сломаны колокольня и глава. В здании располагалась Вологодская филармония. Позже церковь была реконструирована архитектором В. С. Баниге, при этом перестроена и лишена декора неорусская пристройка-паперть, сделано шатровое восьмигранное покрытие алтарной части. С 1966 года в здании располагается Вологодский театр кукол «Теремок».